# Pimm's
Pimm's és una beguda alcohòlica molt popular a Anglaterra, sobretot al sud. És un licor amb diferents bases alcohòliques segons la seva numeració de l'1 al 6. No són comercialitzades totes les numeracions i una variant del Pimm's N ° 3 es distribueix des de 2005 sota el nom de Pimm's Winter Cup, que se serveix calent amb suc de poma, a l'hivern. Va ser produït per primera vegada en 1823 per James Pimm i és propietat de Diageo des de 1997. El seu producte més popular és de Pimm's No. 1 Cup

## Productes
- La beguda núm. 1 de Pimm's és la versió més popular. La seva base és amb ginebra, 25% d'alcohol per volum.

També es pot adquirir com una llimonada fortificada (Pimm's & Lemonade) pre-barrejada en llaunes de 250 ml o ampolles d'1 litre, en un 5,4%.
- La núm. 2 de Pimm's es amb la base de whisky escocès. Actualment eliminat.
- La núm. 3 de Pimm's es amb la base d'aiguardent. Amb acabament d'infusió d'espècies i pell de taronja. Es comercialitza com una beguda de Pimm's d'hivern i està disponible només en aquella temporada.
- La núm. 4 de Pimm's és amb la base de rom. Actualment eliminat.
- La núm. 5 de Pimm's és amb la base de whisky de sègol. Actualment eliminat.
- La núm. 6 de Pimm's és amb la base de vodka. Encara es produeix, però en petites quantitats.[5]
- La beguda Pimm's núm. 1 també s'ha venut amb aromatitzants de maduixes i també s'ha produït un especial a base de Pimms No. 6 amb aromes de mora i aroma.

Hi ha molts còctels amb la base Pimm's, un dels que es va popularitzar és a base de cava: Pimm's Royale.